# الیمائی
الیمائی یک سرزمین وابسته به امپراتوری‌های سلوکی و اشکانی بود که شامل استان‌های خوزستان  ، کهگیلویه و بویراحمد ، چهار محال و بختیاری ، لرستان و ایلام کنونی می‌شد. در رابطه با واژه «الیمایی» ساموئل بشارت چند قرن پیش الیماییس و ایلام کتاب مقدس را یکی دانست.
دنیل پاتس معتقد است برخلاف متون اکدی که فقط واژه ایلامی را به کار می‌بردند، متون یونانی و لاتین از واژه‌های «الیماییس» و «الیمایی» استفاده می‌بردند. آرش سلحشور واژه «الیمایی» را شکل تغییر یافته «ایلامی» می‌داند که در زبان محاوره ای مردم رواج داشته و به مرور زمان، واژه الیمایی جایگزین ایلامی می‌شود و همین شکل تغییر یافته به صورت الیماییس به متون یونانی و لاتین راه پیدا می‌کند. او می‌گوید جابجایی حروف در کلمات هنوز هم وجود دارد که اصطلاحاً به آن قلب می‌گویند؛ مثلاً گاه دیده می‌شود که در محاوره مردم، واژه قفل به صورت قلف به کار می‌رود. معمولاً بسیاری از این واژه‌ها در زبان تثبیت می‌شوند و نمی‌توان آن را از زبان خارج کرد. واندنبرگ و شیپمن نیز نام الیمایی را مشتق از ایلام می‌دانند که با واژه آشوری-بابلی «الامتو» سرزمین کوهستانی تطابق دارد. داریوش بزرگ، در سنگ‌نوشته بیستون، در سه متن ایلامی، بابلی و پارسی باستان، دست به ترجمه زده‌است: هوجه-آریایی، ایلامتو-بابلی و هلتمتی به زبان ایلامی، هرسه به دشت‌های خوزستان گفته شده‌است. هوجه و بابیرئوش و برازجان، هر سه به گراز مرتبط اند که توتم مردمان ساکن منطقه بوده‌است؛ و اینکه ایلام را نام استانی متفاوت گذاشتند، خطایی آشکار است. ایلام نام دیگر دشت خوزستان است. این نام در تلفظ یونانی «الیمائی» ثبت شده‌است.

## تاریخ
از میان رفتن توان هخامنشیان و دگرگونی ساختار قدرت در خاور نزدیک باستان پس از مرگ اسکندر مقدونی منجر به پیدایش دولت‌های مستقل و نیمه مستقل شد. الیمائی، یکی از این حکومت‌های محلی بود که در روزگار اشکانی پدیداری شد و پایتختش در دوره سلوکی در ایذه و در دوره اشکانی در شوشتر بود.
الیمائیان که خاستگاه اصلیِ آن‌ها کوه‌های شمال شرقی خوزستان بوده است ، از میانه‌های سده دوم پیش از میلاد به عنوان یک قدرت سیاسی مطرح شدند و با افزایش یافتن قدرتشان، قلمرو خود را به سمت دشت خوزستان (سوزیان یا خوزیان) گسترش داده و توانستند تا اوایل سدۀ سوم میلادی به حیات خود ادامه دهند.
حکومت خودگردان الیمائی، خاستگاه حوادث تاریخیِ بسیار مهمی بوده و نقش فعالی در صحنۀ سیاسی و اقتصادیِ روزگار سلوکیان و اشکانیان داشته‌است. قدرت آنان در زمان سلوکی و اشکانی به آنجا رسید که شاهان این دوره به نبرد با آن‌ها برخاستند.

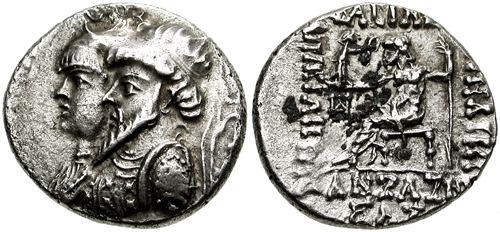
سکه‌ای از کامناسکیرس سوم و همسرش آنزازه

ایستادگیِ آن‌ها در برابر حملات شاهان سلوکی و اشکانی، از آنان مردانی دلاور ساخته بود که به توانِ نظامی و مناطق کوهستانیِ خویش تکیه داشتند.
موقعیت جغرافیاییِ سرزمین الیمائی و قرارگرفتن در خط سیر بازرگانی غرب به شرق و گسترش راه‌های بازرگانی، رونق اقتصادی و بازرگانی را برای الیمائی‌ها به دنبال داشته و موجب رشد و شکوفاییِ این دولت شده‌است، چنان‌که رواج سکه‌ها و ثروت نیایشگاه‌های آن‌ها که در متون تاریخی آمده، گواهی بر این مدعاست.
به گزارش استرابون الیمائی‌ها در جنگ علیه مردم بابل و شوش از ۱۳هزار نیروی کاسایی استفاده نمودند.
هیچ چیز در مورد زبان‌شان شناخته‌شده نیست، جز اینکه زبان ایلامی در پادشاهی هخامنشی ۲۵۰ سال پیش از اینکه پادشاهی الیمایی حتی هستی یابد کاربرد داشته‌است. چندین سنگ‌نوشته به آرامی در الیمای پیدا شده‌است.
در ۲۲۴ میلادی توسط اردشیر یکم دوره پادشاهی الیمائی به پایان رسید.

## نام شاهان الیمائی

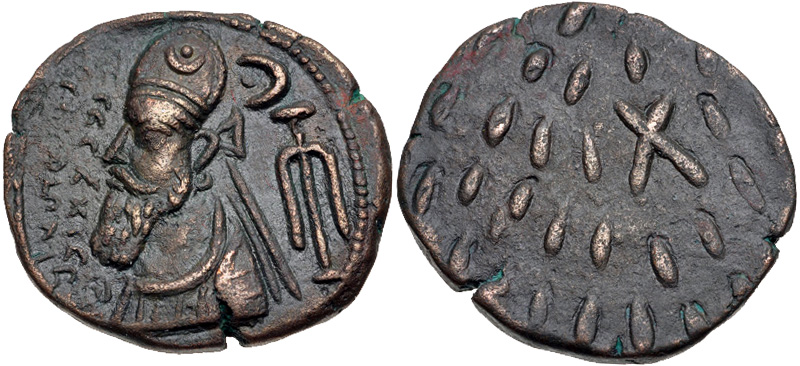
سکه نقش فرهاد

پادشاهان الیمائی در آغاز در دودمان کامناسکرسی و واپسین در دودمان اشکانی به پادشاهی رسیدند.
دودمان کامناسکرسی
1. کامناسکرس اول (۱۴۷–۱۴۵ پ. م)
2. کامناسکرس دوم (۱۴۵–۱۳۹ پ. م)
3. اوکوناپسس (۱۳۹–۱۳۸ پ. م)
4. تیگارویس (۱۳۸–۱۳۳ پ. م)
5. داریوش (پیش از ۱۲۹ پ. م)

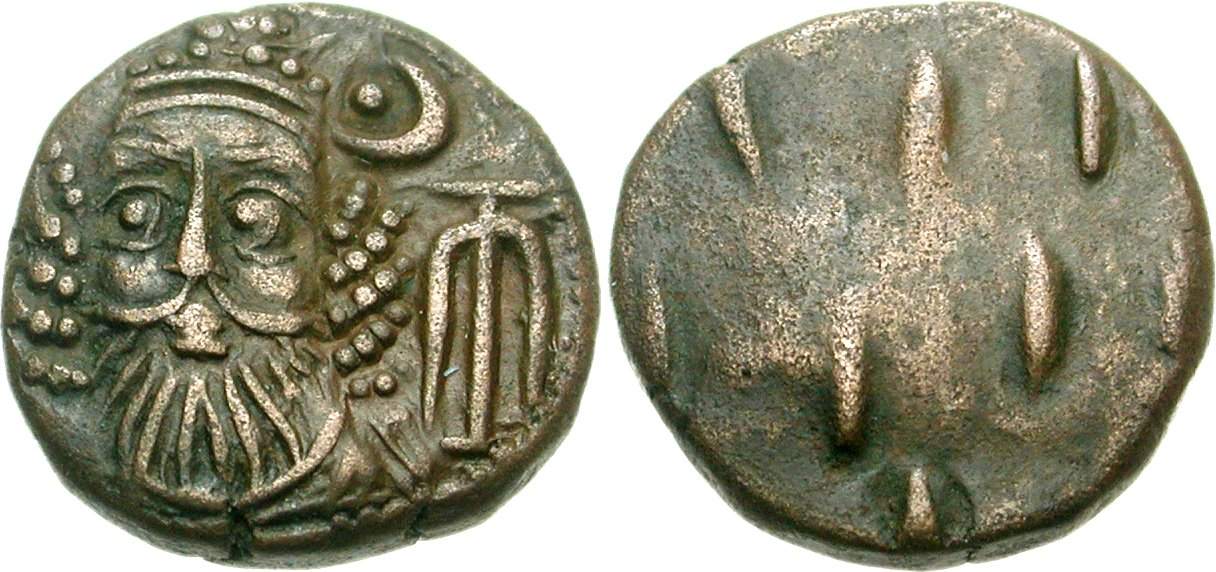
سکه نقش کامناسکرس-ارد

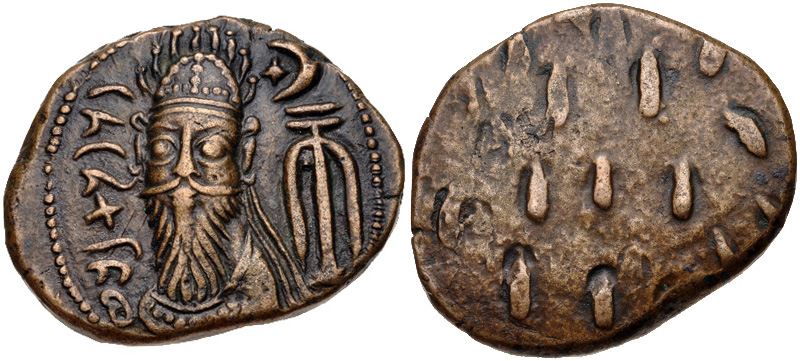
سکه نقش ارد دوم

6. کامناسکرس سوم (۸۲–۷۶ پ. م) و ملکه انزازه
7. کامناسکرس چهارم (۷۳–۴۶ پ. م)[۹]
8. کامناسکرس پنجم (۴۶–۲۸ پ. م)[۱۰]
9. کامناسکرس ششم (۲۸ پ. م تا سال اول میلادی)[۱۱]
10. کامناسکرس هفتم (۱–۱۵ میلادی)[۱۲]
11. کامناسکرس هفتم (۱۵–۲۵ میلادی)[۱۳]

دودمان اشکانی
این دودمان با ارد یکم آغاز می‌شود.
1. ارد یکم قرن یکم میلادی
2. ارد دوم یا ارد - کامناسکیرس قرن یکم تا دوم میلادی
3. فرهاد قرن یکم تا دوم میلادی[۱۴]
4. خسرو قرن دوم میلادی
5. ارد سوم به همراه اولفان قرن دوم میلادی
6. ابارباسی قرن دوم میلادی
7. ارد چهارم قرن دوم تا سوم میلادی
8. خواسک قرن سوم میلادی
9. ارد پنجم قرن سوم میلادی